# Tvoje tvář má známý hlas (2. řada)
Druhá řada zábavní televizní show Tvoje tvář má známý hlas měla premiéru na TV Nova v neděli 4. září 2016 a skončila v neděli 20. listopadu 2016. V roli moderátora opět účinkoval Ondřej Sokol. V porotě zasedli Jakub Kohák a Janek Ledecký, Jitku Čvančarovou vystřídala účastnice první řady Iva Pazderková, čtvrtým členem poroty byl vždy speciální host. Vítězem 2. řady se stal Jan Cina.

## Formát
Každý ze soutěžících si v každém kole vylosuje jednu známou osobnost, kterou v následujícím týdnu napodobí. Slouží jim k tomu profesionální tým maskérů, tanečníků a odborníků na zpěv a herectví. Jejich úkolem je napodobit ji tak, aby zaujala porotu, která na konci večera rozdá body od 1 až po 8. Soutěžící, který má za večer nejvíce hlasů, vyhraje a přiděluje 25 000 Kč libovolné charitativní společnosti. V případě remízy rozhoduje porota. O vítězi také rozhodují sami soutěžící, jelikož každý z nich má ještě pět speciálních bodů, které uděluje jednomu ze svých kolegů. Pokud se soutěžící dělí o poslední místo spolu s jiným soutěžícím, je na poslední místo vždy určen pouze jeden.
Body se průběžně sčítají až do konce jedenáctého kola – semifinále, kdy čtyři účinkující s nejvyššími počty hlasů postoupí do finále. O celkovém vítězi rozhodne porota ve finálovém kole. Vítěz obdrží 150 000 Kč a předá je libovolné charitě.

## Obsazení

### Moderátor a porota
Moderátorem byl Ondřej Sokol, v porotě usedli Jakub Kohák, Janek Ledecký a účastnice první řady Iva Pazderková. Čtvrtým členem poroty byl vždy speciální host.
| Týden | Jméno           | Týden | Jméno              |
| ----- | --------------- | ----- | ------------------ |
| 1.    | Hana Holišová   | 7.    | Jitka Schneiderová |
| 2.    | Michal Suchánek | 8.    | Richard Genzer     |
| 3.    | Marek Taclík    | 9.    | Jitka Čvančarová   |
| 4.    | Adéla Gondíková | 10.   | Bohumil Klepl      |
| 5.    | Jiří Mádl       | 11.   | Simona Babčáková   |
| 6.    | Leoš Mareš      | 12.   | Ewa Farna          |

### Soutěžící
Tým soutěžících se skládal z osmi známých osobností:
- Čtyři ženy (Marta Jandová, Ivana Jirešová, Markéta Procházková a Anna Slováčková)
- Čtyři muži (Miroslav Etzler, Jan Cina, David Gránský a Roman Vojtek)

| Jméno osobnosti     | Profese  | Vyhrané týdny | Prohrané týdny       | Výsledek |
| ------------------- | -------- | ------------- | -------------------- | -------- |
| Jan Cina            | Herec    | 11., Finále   | —                    | Vítěz    |
| David Gránský       | Herec    | 1., 9.        | 4.                   | 2. místo |
| Marta Jandová       | Zpěvačka | 2., 5., 10.   | —                    | 3. místo |
| Anna Slováčková     | Herečka  | 8.            | 6.                   | 4. místo |
| Roman Vojtek        | Herec    | 3.            | 9.                   | 5. místo |
| Markéta Procházková | Zpěvačka | 4.            | 3., 8.               | 6. místo |
| Ivana Jirešová      | Herečka  | 7.            | 1.                   | 7. místo |
| Miroslav Etzler     | Herec    | 6.            | 2., 5., 7., 10., 11. | 8. místo |

### Mentoři
Soutěžícím při přípravách vystoupení pomáhají mentoři:
| Herectví     | Iva Pazderková            |
| Zpěv         | Linda Finková             |
| Choreografie | Yemi A.D. Angeé Svobodová |

## Přehled vítězů
| Kolo         | Soutěžící           | Vystupující jako   | Nadace                                                          |
| ------------ | ------------------- | ------------------ | --------------------------------------------------------------- |
| 1.           | David Gránský       | Nina Simone        | Klokánek Teplice                                                |
| 2.           | Marta Jandová       | Beyoncé            | Národní ústav pro autismus, z.ú.                                |
| 3.           | Roman Vojtek        | Jon Bon Jovi       | Mamma help                                                      |
| 4.           | Markéta Procházková | H.P. Baxxter       | Oblastní charita Jihlava – Bárka-Charitní domácí hospicová péče |
| 5.           | Marta Jandová       | CeeLo Green        | Národní ústav pro autismus, z.ú.                                |
| 6.           | Miroslav Etzler     | Leonard Cohen      | Česká Alzheimerovská společnost                                 |
| 7.           | Ivana Jirešová      | Björk              | Acorus                                                          |
| 8.           | Anna Slováčková     | Beth Ditto         | Dejme dětem šanci                                               |
| 9.           | David Gránský       | Jaromír Nohavica   | Klokánek Teplice                                                |
| 10.          | Marta Jandová       | Meat Loaf          | Národní ústav pro autismus, z.ú.                                |
| 11.          | Jan Cina            | Montserrat Caballé | Mobilní hospic Ondrášek o.p.s                                   |
| 12. (finále) | Jan Cina            | Scatman John       | Mobilní hospic Ondrášek o.p.s                                   |

## Přehled vystoupení
| Soutěžící           | První týden        | Druhý týden       | Třetí týden                       | Čtvrtý týden           | Pátý týden                           | Šestý týden                    | Sedmý týden               | Osmý týden               | Devátý týden           | Desátý týden              | Semifinále          | Finále                  |
| ------------------- | ------------------ | ----------------- | --------------------------------- | ---------------------- | ------------------------------------ | ------------------------------ | ------------------------- | ------------------------ | ---------------------- | ------------------------- | ------------------- | ----------------------- |
| Jan Cina            | Madonna            | Redfoo LMFAO      | André 3000 OutKast                | John Legend            | Naďa Urbánková                       | Billie Joe Armstrong Green Day | Lene Nystrømová Aqua      | Justin Timberlake        | Billy Joel             | Bård Ylvisåker Ylvis      | Montserrat Caballé  | Scatman John            |
| David Gránský       | Nina Simone        | Michal David      | Freddie Mercury Queen             | Meghan Trainor         | The Mad Stuntman Reel 2 Real         | Whoopi Goldbergová             | Justin Bieber             | Phil Collins Genesis     | Jaromír Nohavica       | Jennifer Lopez            | Ed Sheeran          | Marilyn Manson          |
| Marta Jandová       | Alice Cooper       | Beyoncé           | Annie Lennox                      | Bonnie Tyler           | CeeLo Green                          | Petr Janda Olympic             | Katy Perry                | Adele                    | Loalwa Braz Kaoma      | Meat Loaf                 | Mariah Carey        | Jessica Rabbit          |
| Anna Slováčková     | Taylor Swift       | Sinéad O'Connor   | Eminem                            | Lady Gaga              | Prince                               | Jessie J                       | Keith Flint The Prodigy   | Beth Ditto Gossip        | Miley Cyrus            | Lana Del Rey              | Amy Lee Evanescence | Katarína Knechtová PEHA |
| Roman Vojtek        | Jiří Korn          | Cher              | Jon Bon Jovi Bon Jovi             | Ray Charles            | Michael Jackson                      | George Michael                 | Helena Vondráčková        | James Hetfield Metallica | Shakira                | Barry Gibb Bee Gees       | Lionel Richie       | Emmy Rossum             |
| Markéta Procházková | Christina Aguilera | Sabrina           | Anita Pointer The Pointer Sisters | H.P. Baxxter Scooter   | Dolores O'Riordanová The Cranberries | P!nk                           | Céline Dion               | Nicole Kidmanová         | Axl Rose Guns N' Roses | Kylie Minogue             | Ricky Martin        | Catherine Zeta-Jones    |
| Ivana Jirešová      | Rihanna            | Dusty Hill ZZ Top | Jana Kratochvílová                | Alicia Keys            | Lady Miss Kier Deee-Lite             | Vanilla Ice                    | Björk                     | Robert Smith The Cure    | Gwen Stefani           | Linda Perry 4 Non Blondes | Taylor Dayne        | Renée Zellweger         |
| Miroslav Etzler     | Joe Cocker         | Bob Marley        | Amanda Lear                       | Ivan Mládek Banjo Band | Paul Stanley Kiss                    | Leonard Cohen                  | Nicolas Reyes Gipsy Kings | Petr Hapka               | Ella Fitzgeraldová     | Haddaway                  | Michal Tučný        | Gerard Butler           |

Legenda
     soutěžící se umístil na prvním místě
     soutěžící se umístil na posledním místě
     soutěžící byl nehodnocen
     soutěžící byl vyřazen

### Souhrn bodů
| Souhrn bodů         | Souhrn bodů | Souhrn bodů | Souhrn bodů | Souhrn bodů | Souhrn bodů | Souhrn bodů | Souhrn bodů | Souhrn bodů | Souhrn bodů | Souhrn bodů | Souhrn bodů | Souhrn bodů | Souhrn bodů |
| Soutěžící           | 1.          | 2.          | 3.          | 4.          | 5.          | 6.          | 7.          | 8.          | 9.          | 10.         | 11.         | Body        | Umístění    |
| ------------------- | ----------- | ----------- | ----------- | ----------- | ----------- | ----------- | ----------- | ----------- | ----------- | ----------- | ----------- | ----------- | ----------- |
| Jan Cina            | 4. 23       | 2. 31       | 2. 33       | 3. 22       | 2. 32       | 3. 28       | 7. 10       | 3. 28       | 6. 18       | 3. 27       | 1. 67       | 319         | Vítěz       |
| David Gránský       | 1. 47       | 7. 15       | 3. 31       | 8. 15       | 4. 20       | 7. 8        | 2. 31       | 6. 20       | 1. 37       | 5. 22       | 2. 28       | 274         | 2. místo    |
| Marta Jandová       | 2. 25       | 1. 37       | 7. 10       | 2. 28       | 1. 35       | 6. 20       | 6. 14       | 5. 26       | 7. 16       | 1. 40       | 5. 15       | 266         | 3. místo    |
| Anna Slováčková     | 6. 19       | 3. 27       | 4. 30       | 7. 16       | 5. 20       | 8. 7        | 4. 29       | 1. 35       | 5. 19       | 2. 30       | 4. 17       | 249         | 4. místo    |
| Roman Vojtek        | 7. 14       | 4. 24       | 1. 44       | 6. 17       | 3. 31       | 5. 23       | 5. 16       | 4. 27       | 8. 13       | 4. 26       | 7. 13       | 248         | —           |
| Markéta Procházková | 5. 23       | 6. 16       | 8. 9        | 1. 47       | 6. 18       | 4. 27       | 3. 30       | 8. 7        | 3. 30       | 6. 22       | 6. 15       | 244         | —           |
| Ivana Jirešová      | 8. 9        | 5. 21       | 6. 13       | 4. 21       | 7. 16       | 2. 35       | 1. 47       | 7. 7        | 4. 21       | 7. 11       | 3. 20       | 221         | —           |
| Miroslav Etzler     | 3. 24       | 8. 13       | 5. 14       | 5. 18       | 8. 12       | 1. 36       | 8. 7        | 2. 34       | 2. 30       | 8. 6        | 8. 9        | 203         | —           |

## Jednotlivé týdny

### První týden
- Vítězka první řady a speciální porotkyně Hana Holišová na začátku vystoupila jako Donna Summer s písní „Hot Stuff“.

| Poř. | Soutěžící           | Osobnost           | Píseň                       | Body (porotců a bonusové) | Body (porotců a bonusové) | Body (porotců a bonusové) | Body (porotců a bonusové) | Body (porotců a bonusové) | Celkem bodů | Finální pořadí | Speciální body |
| Poř. | Soutěžící           | Osobnost           | Píseň                       | Kohák                     | Pazderková                | Ledecký                   | Holišová                  | Bonus                     | Celkem bodů | Finální pořadí | Speciální body |
| ---- | ------------------- | ------------------ | --------------------------- | ------------------------- | ------------------------- | ------------------------- | ------------------------- | ------------------------- | ----------- | -------------- | -------------- |
| 1    | Marta Jandová       | Alice Cooper       | „Poison“                    | 1                         | 2                         | 6                         | 6                         | 10                        | 25          | 2.             | Markéta        |
| 2    | Jan Cina            | Madonna            | „Hung Up“                   | 7                         | 6                         | 3                         | 2                         | 5                         | 23          | 4.             | David          |
| 3    | Markéta Procházková | Christina Aguilera | „Hurt“                      | 6                         | 1                         | 7                         | 4                         | 5                         | 23          | 5.             | Marta          |
| 4    | Anna Slováčková     | Taylor Swift       | „Shake It Off“              | 3                         | 4                         | 2                         | 5                         | 5                         | 19          | 6.             | David          |
| 5    | Miroslav Etzler     | Joe Cocker         | „You Can Leave Your Hat On“ | 5                         | 7                         | 5                         | 7                         | 0                         | 24          | 3.             | Marta          |
| 6    | Ivana Jirešová      | Rihanna            | „Only Girl (In The World)“  | 4                         | 3                         | 1                         | 1                         | 0                         | 9           | 8.             | Jan            |
| 7    | Roman Vojtek        | Jiří Korn          | „Miss Moskva“               | 2                         | 5                         | 4                         | 3                         | 0                         | 14          | 7.             | David          |
| 8    | David Gránský       | Nina Simone        | „Feeling Good“              | 8                         | 8                         | 8                         | 8                         | 15                        | 47          | Vítěz          | Anna           |

### Druhý týden
- S Ivanou Jirešovou vystoupil David Kraus jako Billy Gibbons.

| Poř. | Soutěžící           | Osobnost        | Píseň                       | Body (porotců a bonusové) | Body (porotců a bonusové) | Body (porotců a bonusové) | Body (porotců a bonusové) | Body (porotců a bonusové) | Celkem bodů | Finální pořadí | Speciální body |
| Poř. | Soutěžící           | Osobnost        | Píseň                       | Kohák                     | Pazderková                | Ledecký                   | Suchánek                  | Bonus                     | Celkem bodů | Finální pořadí | Speciální body |
| ---- | ------------------- | --------------- | --------------------------- | ------------------------- | ------------------------- | ------------------------- | ------------------------- | ------------------------- | ----------- | -------------- | -------------- |
| 1    | Jan Cina            | Redfoo          | „Sexy And I Know It“        | 1                         | 7                         | 5                         | 8                         | 10                        | 31          | 2.             | Ivana          |
| 2    | Anna Slováčková     | Sinéad O'Connor | „Nothing Compares 2U“       | 5                         | 8                         | 7                         | 7                         | 0                         | 27          | 3.             | Marta          |
| 3    | David Gránský       | Michal David    | „Nonstop“                   | 2                         | 4                         | 3                         | 6                         | 0                         | 15          | 7.             | Marta          |
| 4    | Roman Vojtek        | Cher            | „If I Could Turn Back Time“ | 7                         | 6                         | 2                         | 4                         | 5                         | 24          | 4.             | Jan            |
| 5    | Marta Jandová       | Beyoncé         | „Crazy In Love“             | 4                         | 5                         | 8                         | 5                         | 15                        | 37          | Vítězka        | Jan            |
| 6    | Miroslav Etzler     | Bob Marley      | „No Woman No Cry“           | 3                         | 1                         | 6                         | 3                         | 0                         | 13          | 8.             | Ivana          |
| 7    | Markéta Procházková | Sabrina         | „Boys (Summertime Love)“    | 8                         | 2                         | 4                         | 2                         | 0                         | 16          | 6.             | Marta          |
| 8    | Ivana Jirešová      | Dusty Hill      | „Viva Las Vegas“            | 6                         | 3                         | 1                         | 1                         | 10                        | 21          | 5.             | Roman          |

### Třetí týden
- Porotci Jakub Kohák a Janek Ledecký na začátku vystoupili jako Right Said Fred s písní „I'm Too Sexy“ .

| Poř. | Soutěžící           | Osobnost           | Píseň                              | Body (porotců a bonusové) | Body (porotců a bonusové) | Body (porotců a bonusové) | Body (porotců a bonusové) | Body (porotců a bonusové) | Celkem bodů | Finální pořadí | Speciální body |
| Poř. | Soutěžící           | Osobnost           | Píseň                              | Kohák                     | Pazderková                | Ledecký                   | Taclík                    | Bonus                     | Celkem bodů | Finální pořadí | Speciální body |
| ---- | ------------------- | ------------------ | ---------------------------------- | ------------------------- | ------------------------- | ------------------------- | ------------------------- | ------------------------- | ----------- | -------------- | -------------- |
| 1    | Marta Jandová       | Annie Lennox       | „No More I Love You's“             | 2                         | 1                         | 3                         | 4                         | 0                         | 10          | 7.             | Roman          |
| 2    | Jan Cina            | André 3000         | „Hey Ya!“                          | 6                         | 5                         | 5                         | 7                         | 10                        | 33          | 2.             | Roman          |
| 3    | Ivana Jirešová      | Jana Kratochvílová | „V stínu kapradiny“                | 5                         | 3                         | 4                         | 1                         | 0                         | 13          | 6.             | Miroslav       |
| 4    | Anna Slováčková     | Eminem             | „Without Me“                       | 7                         | 6                         | 6                         | 6                         | 5                         | 30          | 4.             | Roman          |
| 5    | David Gránský       | Freddie Mercury    | „Bohemiam Rhapsody“                | 8                         | 8                         | 7                         | 8                         | 0                         | 31          | 3.             | Jan            |
| 6    | Roman Vojtek        | Jon Bon Jovi       | „Livin' On A Prayer“               | 4                         | 7                         | 8                         | 5                         | 20                        | 44          | Vítěz          | Jan            |
| 7    | Markéta Procházková | Anita Pointer      | „I'm So Excited“                   | 3                         | 2                         | 1                         | 3                         | 0                         | 9           | 8.             | Roman          |
| 8    | Miroslav Etzler     | Amanda Lear        | „Enigma (Give a Bit of Mmh to Me)“ | 1                         | 4                         | 2                         | 2                         | 5                         | 14          | 5.             | Anna           |

### Čtvrtý týden
- Společně s Miroslavem Etzlerem vystoupil také Ondřej Sokol jako Ivo Pešák.
- S Romanem Vojtkem vystoupila Anna Fialová a Petr Vondráček společně s hlasovou koučkou Lindou Finkovou.

| Poř. | Soutěžící           | Osobnost       | Píseň                    | Body (porotců a bonusové) | Body (porotců a bonusové) | Body (porotců a bonusové) | Body (porotců a bonusové) | Body (porotců a bonusové) | Celkem bodů | Finální pořadí | Speciální body |
| Poř. | Soutěžící           | Osobnost       | Píseň                    | Kohák                     | Pazderková                | Ledecký                   | Gondíková                 | Bonus                     | Celkem bodů | Finální pořadí | Speciální body |
| ---- | ------------------- | -------------- | ------------------------ | ------------------------- | ------------------------- | ------------------------- | ------------------------- | ------------------------- | ----------- | -------------- | -------------- |
| 1    | Anna Slováčková     | Lady Gaga      | „The Edge Of Glory“      | 8                         | 2                         | 5                         | 1                         | 0                         | 16          | 7.             | Markéta        |
| 2    | Miroslav Etzler     | Ivan Mládek    | „Jožin z bážin“          | 4                         | 4                         | 2                         | 3                         | 5                         | 18          | 5.             | Jan            |
| 3    | Marta Jandová       | Bonnie Tyler   | „Holding Out for a Hero“ | 7                         | 7                         | 6                         | 8                         | 0                         | 28          | 2.             | Markéta        |
| 4    | Jan Cina            | John Legend    | „All Of Me“              | 5                         | 3                         | 7                         | 2                         | 5                         | 22          | 3.             | Markéta        |
| 5    | David Gránský       | Meghan Trainor | „All About That Bass“    | 6                         | 1                         | 4                         | 4                         | 0                         | 15          | 8.             | Ivana          |
| 6    | Ivana Jirešová      | Alicia Keys    | „Girl On Fire“           | 2                         | 5                         | 3                         | 6                         | 5                         | 21          | 4.             | Markéta        |
| 7    | Markéta Procházková | H.P. Baxxter   | „How Much Is The Fish?“  | 1                         | 6                         | 8                         | 7                         | 25                        | 47          | Vítězka        | Miroslav       |
| 8    | Roman Vojtek        | Ray Charles    | „Hit the Road Jack“      | 3                         | 8                         | 1                         | 5                         | 0                         | 17          | 6.             | Markéta        |

### Pátý týden
| Poř. | Soutěžící           | Osobnost             | Píseň                       | Body (porotců a bonusové) | Body (porotců a bonusové) | Body (porotců a bonusové) | Body (porotců a bonusové) | Body (porotců a bonusové) | Celkem bodů | Finální pořadí | Speciální body |
| Poř. | Soutěžící           | Osobnost             | Píseň                       | Kohák                     | Pazderková                | Ledecký                   | Mádl                      | Bonus                     | Celkem bodů | Finální pořadí | Speciální body |
| ---- | ------------------- | -------------------- | --------------------------- | ------------------------- | ------------------------- | ------------------------- | ------------------------- | ------------------------- | ----------- | -------------- | -------------- |
| 1    | Miroslav Etzler     | Paul Stanley         | „I Was Made For Lovin' You“ | 2                         | 2                         | 1                         | 2                         | 5                         | 12          | 8.             | Jan            |
| 2    | David Gránský       | The Mad Stuntman     | „I Like To Move It“         | 1                         | 4                         | 5                         | 5                         | 5                         | 20          | 4.             | Markéta        |
| 3    | Roman Vojtek        | Michael Jackson      | „Smooth Criminal“           | 5                         | 7                         | 6                         | 8                         | 5                         | 31          | 3.             | Marta          |
| 4    | Jan Cina            | Naďa Urbánková       | „Závidím“                   | 7                         | 6                         | 8                         | 6                         | 5                         | 32          | 2.             | Ivana          |
| 5    | Markéta Procházková | Dolores O'Riordanová | „Zombie“                    | 6                         | 1                         | 3                         | 3                         | 5                         | 18          | 6.             | Roman          |
| 6    | Ivana Jirešová      | Lady Miss Kier       | „Groove Is in the Heart“    | 3                         | 3                         | 4                         | 1                         | 5                         | 16          | 7.             | Anna           |
| 7    | Anna Slováčková     | Prince               | „Purple Rain“               | 4                         | 5                         | 2                         | 4                         | 5                         | 20          | 5.             | David          |
| 8    | Marta Jandová       | CeeLo Green          | „Forget You“                | 8                         | 8                         | 7                         | 7                         | 5                         | 35          | Vítězka        | Miroslav       |

### Šestý týden
- Porotkyně a mentorka Iva Pazderková vystoupila jako Britney Spears s písní „Toxic“ .
- Společně s Martou Jandovou vystoupil její otec Petr Janda, kterého ztvárňovala.

| Poř. | Soutěžící           | Osobnost             | Píseň                     | Body (porotců a bonusové) | Body (porotců a bonusové) | Body (porotců a bonusové) | Body (porotců a bonusové) | Body (porotců a bonusové) | Celkem bodů | Finální pořadí | Speciální body |
| Poř. | Soutěžící           | Osobnost             | Píseň                     | Kohák                     | Pazderková                | Ledecký                   | Mareš                     | Bonus                     | Celkem bodů | Finální pořadí | Speciální body |
| ---- | ------------------- | -------------------- | ------------------------- | ------------------------- | ------------------------- | ------------------------- | ------------------------- | ------------------------- | ----------- | -------------- | -------------- |
| 1    | Jan Cina            | Billie Joe Armstrong | „Basket Case“             | 7                         | 8                         | 6                         | 7                         | 0                         | 28          | 3.             | Miroslav       |
| 2    | Ivana Jirešová      | Vanilla Ice          | „Ice Ice Baby“            | 6                         | 7                         | 2                         | 5                         | 15                        | 35          | 2.             | Marta          |
| 3    | Markéta Procházková | P!nk                 | „So What“                 | 5                         | 6                         | 8                         | 8                         | 0                         | 27          | 4.             | Ivana          |
| 4    | David Gránský       | Whoopi Goldbergová   | „I Will Follow Him“       | 2                         | 1                         | 3                         | 2                         | 0                         | 8           | 7.             | Miroslav       |
| 5    | Marta Jandová       | Petr Janda           | „Snad jsem to zavinil já“ | 4                         | 3                         | 5                         | 3                         | 5                         | 20          | 6.             | Ivana          |
| 6    | Roman Vojtek        | George Michael       | „Faith“                   | 1                         | 4                         | 7                         | 6                         | 5                         | 23          | 5.             | Ivana          |
| 7    | Anna Slováčková     | Jessie J             | „Price Tag“               | 3                         | 2                         | 1                         | 1                         | 0                         | 7           | 8.             | Miroslav       |
| 8    | Miroslav Etzler     | Leonard Cohen        | „Hallelujah“              | 8                         | 5                         | 4                         | 4                         | 15                        | 36          | Vítěz          | Roman          |

### Sedmý týden
- S Janem Cinou vystoupil Petr Vondráček jako René Dif.

| Poř. | Soutěžící           | Osobnost           | Píseň                 | Body (porotců a bonusové) | Body (porotců a bonusové) | Body (porotců a bonusové) | Body (porotců a bonusové) | Body (porotců a bonusové) | Celkem bodů | Finální pořadí | Speciální body |
| Poř. | Soutěžící           | Osobnost           | Píseň                 | Kohák                     | Pazderková                | Ledecký                   | Schneiderová              | Bonus                     | Celkem bodů | Finální pořadí | Speciální body |
| ---- | ------------------- | ------------------ | --------------------- | ------------------------- | ------------------------- | ------------------------- | ------------------------- | ------------------------- | ----------- | -------------- | -------------- |
| 1    | Marta Jandová       | Katy Perry         | „Firework“            | 5                         | 5                         | 2                         | 2                         | 0                         | 14          | 6.             | Anna           |
| 2    | Anna Slováčková     | Keith Flint        | „Breathe“             | 6                         | 4                         | 6                         | 3                         | 10                        | 29          | 4.             | Ivana          |
| 3    | Roman Vojtek        | Helena Vondráčková | „Dlouhá noc“          | 2                         | 3                         | 5                         | 6                         | 0                         | 16          | 5.             | Anna           |
| 4    | David Gránský       | Justin Bieber      | „Baby“                | 7                         | 7                         | 7                         | 5                         | 5                         | 31          | 2.             | Ivana          |
| 5    | Jan Cina            | Lene Nystrømová    | „Barbie Girl“         | 1                         | 1                         | 4                         | 4                         | 0                         | 10          | 7.             | Ivana          |
| 6    | Ivana Jirešová      | Björk              | „It's Oh So Quiet“    | 8                         | 8                         | 3                         | 8                         | 20                        | 47          | Vítězka        | David          |
| 7    | Miroslav Etzler     | Nicolas Reyes      | „Baila Me“            | 3                         | 2                         | 1                         | 1                         | 0                         | 7           | 8.             | Markéta        |
| 8    | Markéta Procházková | Céline Dion        | „My Heart Will Go On“ | 4                         | 6                         | 8                         | 7                         | 5                         | 30          | 3.             | Ivana          |

### Osmý týden
- Společně s Miroslavem Etzlerem vystoupila Anna Fialová jako Lucie Bílá.

| Poř. | Soutěžící           | Osobnost          | Píseň                               | Body (porotců a bonusové) | Body (porotců a bonusové) | Body (porotců a bonusové) | Body (porotců a bonusové) | Body (porotců a bonusové) | Celkem bodů | Finální pořadí | Speciální body |
| Poř. | Soutěžící           | Osobnost          | Píseň                               | Kohák                     | Pazderková                | Ledecký                   | Genzer                    | Bonus                     | Celkem bodů | Finální pořadí | Speciální body |
| ---- | ------------------- | ----------------- | ----------------------------------- | ------------------------- | ------------------------- | ------------------------- | ------------------------- | ------------------------- | ----------- | -------------- | -------------- |
| 1    | Roman Vojtek        | James Hetfield    | „Enter Sandman“                     | 7                         | 4                         | 7                         | 4                         | 5                         | 27          | 4.             | Miroslav       |
| 2    | Markéta Procházková | Nicole Kidmanová  | „Diamonds Are a Girl's Best Friend“ | 2                         | 1                         | 2                         | 2                         | 0                         | 7           | 8.             | Jan            |
| 3    | Jan Cina            | Justin Timberlake | „Mirrors“                           | 4                         | 5                         | 4                         | 5                         | 10                        | 28          | 3.             | Anna           |
| 4    | Ivana Jirešová      | Robert Smith      | „Friday I'm In Love“                | 3                         | 2                         | 1                         | 1                         | 0                         | 7           | 7.             | Roman          |
| 5    | Anna Slováčková     | Beth Ditto        | „Move in the Right Direction“       | 8                         | 8                         | 8                         | 6                         | 5                         | 35          | Vítězka        | Jan            |
| 6    | Miroslav Etzler     | Petr Hapka        | „Dívám se, dívám“                   | 5                         | 6                         | 6                         | 7                         | 10                        | 34          | 2.             | David          |
| 7    | David Gránský       | Phil Collins      | „I Can't Dance“                     | 1                         | 3                         | 3                         | 3                         | 10                        | 20          | 6.             | Miroslav       |
| 8    | Marta Jandová       | Adele             | „Skyfall“                           | 6                         | 7                         | 5                         | 8                         | 0                         | 26          | 5.             | David          |

### Devátý týden
- Porotkyně první řady a speciální porotkyně Jitka Čvančarová na začátku vystoupila jako Whitney Houston s písní „I Have Nothing“.

| Poř. | Soutěžící           | Osobnost           | Píseň                | Body (porotců a bonusové) | Body (porotců a bonusové) | Body (porotců a bonusové) | Body (porotců a bonusové) | Body (porotců a bonusové) | Celkem bodů | Finální pořadí | Speciální body |
| Poř. | Soutěžící           | Osobnost           | Píseň                | Kohák                     | Pazderková                | Ledecký                   | Čvančarová                | Bonus                     | Celkem bodů | Finální pořadí | Speciální body |
| ---- | ------------------- | ------------------ | -------------------- | ------------------------- | ------------------------- | ------------------------- | ------------------------- | ------------------------- | ----------- | -------------- | -------------- |
| 1    | Jan Cina            | Billy Joel         | „Uptown Girl“        | 6                         | 2                         | 3                         | 2                         | 5                         | 18          | 6.             | David          |
| 2    | Marta Jandová       | Loalwa Braz        | „Lambada“            | 3                         | 1                         | 4                         | 3                         | 5                         | 16          | 7.             | Miroslav       |
| 3    | David Gránský       | Jaromír Nohavica   | „Mám jizvu na rtu“   | 7                         | 7                         | 5                         | 8                         | 10                        | 37          | Vítěz          | Anna           |
| 4    | Ivana Jirešová      | Gwen Stefani       | „Hollaback Girl“     | 4                         | 5                         | 7                         | 5                         | 0                         | 21          | 4.             | Marta          |
| 5    | Markéta Procházková | Axl Rose           | „Paradise City“      | 1                         | 4                         | 8                         | 7                         | 10                        | 30          | 3.             | David          |
| 6    | Roman Vojtek        | Shakira            | „Whenever, Wherever“ | 2                         | 6                         | 1                         | 4                         | 0                         | 13          | 8.             | Markéta        |
| 7    | Anna Slováčková     | Miley Cyrus        | „We Can't Stop“      | 8                         | 3                         | 2                         | 1                         | 5                         | 19          | 5.             | Markéta        |
| 8    | Miroslav Etzler     | Ella Fitzgeraldová | „Summertime“         | 5                         | 8                         | 6                         | 6                         | 5                         | 30          | 2.             | Jan            |

### Desátý týden
- Společně s Romanem Vojtkem vystoupili Adam Mišík a David Kraus.
- Společně s Janem Cinou vystoupil Ondřej Sokol jako Vegard Ylvisåker.
- Účastník první řady Petr Rychlý na konci vystoupil jako Jiří Schelinger s písní „Šípková Růženka“.

| Poř. | Soutěžící           | Osobnost       | Píseň                             | Body (porotců a bonusové) | Body (porotců a bonusové) | Body (porotců a bonusové) | Body (porotců a bonusové) | Body (porotců a bonusové) | Celkem bodů | Finální pořadí | Speciální body |
| Poř. | Soutěžící           | Osobnost       | Píseň                             | Kohák                     | Pazderková                | Ledecký                   | Klepl                     | Bonus                     | Celkem bodů | Finální pořadí | Speciální body |
| ---- | ------------------- | -------------- | --------------------------------- | ------------------------- | ------------------------- | ------------------------- | ------------------------- | ------------------------- | ----------- | -------------- | -------------- |
| 1    | David Gránský       | Jennifer Lopez | „Let's Get Loud“                  | 6                         | 2                         | 6                         | 3                         | 5                         | 22          | 5.             | Marta          |
| 2    | Ivana Jirešová      | Linda Perry    | „What's Up“                       | 5                         | 3                         | 1                         | 2                         | 0                         | 11          | 7.             | Markéta        |
| 3    | Roman Vojtek        | Barry Gibb     | „Stayin' Alive“                   | 8                         | 6                         | 8                         | 4                         | 0                         | 26          | 4.             | Jan            |
| 4    | Markéta Procházková | Kylie Minogue  | „Can't Get You Out Of My Head“    | 4                         | 5                         | 3                         | 5                         | 5                         | 22          | 6.             | Anna           |
| 5    | Miroslav Etzler     | Haddaway       | „What Is Love“                    | 2                         | 1                         | 2                         | 1                         | 0                         | 6           | 8.             | Marta          |
| 6    | Marta Jandová       | Meat Loaf      | „I'd Do Anything For Love“        | 7                         | 8                         | 7                         | 8                         | 10                        | 40          | Vítězka        | Jan            |
| 7    | Jan Cina            | Bård Ylvisåker | „The Fox (What Does the Fox Say)“ | 1                         | 4                         | 5                         | 7                         | 10                        | 27          | 3.             | Anna           |
| 8    | Anna Slováčková     | Lana Del Rey   | „Young and Beautiful“             | 3                         | 7                         | 4                         | 6                         | 10                        | 30          | 2.             | David          |

### Jedenáctý týden (semifinále)
- Účastnice první řady Anna Fialová a tanečnice Anna Palková na konci vystoupily jako Sia a Maddie Ziegler s písní „Alive“.

| Poř. | Soutěžící           | Osobnost           | Píseň                             | Body (porotců a bonusové) | Body (porotců a bonusové) | Body (porotců a bonusové) | Body (porotců a bonusové) | Body (porotců a bonusové) | Celkem bodů | Finální pořadí | Speciální body |
| Poř. | Soutěžící           | Osobnost           | Píseň                             | Kohák                     | Pazderková                | Ledecký                   | Babčáková                 | Bonus                     | Celkem bodů | Finální pořadí | Speciální body |
| ---- | ------------------- | ------------------ | --------------------------------- | ------------------------- | ------------------------- | ------------------------- | ------------------------- | ------------------------- | ----------- | -------------- | -------------- |
| 1    | Markéta Procházková | Ricky Martin       | „Maria“                           | 3                         | 3                         | 3                         | 6                         | 0                         | 15          | 6.             | Jan            |
| 2    | David Gránský       | Ed Sheeran         | „Thinking Out Loud“               | 7                         | 7                         | 7                         | 7                         | 0                         | 28          | 2.             | Jan            |
| 3    | Anna Slováčková     | Amy Lee            | „Bring Me To Life“                | 5                         | 6                         | 5                         | 1                         | 0                         | 17          | 4.             | Jan            |
| 4    | Miroslav Etzler     | Michal Tučný       | „Báječná ženská“                  | 4                         | 1                         | 2                         | 2                         | 0                         | 9           | 8.             | Jan            |
| 5    | Marta Jandová       | Mariah Carey       | „All I Want For Christmas Is You“ | 2                         | 4                         | 6                         | 3                         | 0                         | 15          | 5.             | Jan            |
| 6    | Roman Vojtek        | Lionel Richie      | „Hello“                           | 1                         | 2                         | 1                         | 4                         | 5                         | 13          | 7.             | Jan            |
| 7    | Ivana Jirešová      | Taylor Dayne       | „Tell It To My Heart“             | 6                         | 5                         | 4                         | 5                         | 0                         | 20          | 3.             | Jan            |
| 8    | Jan Cina            | Montserrat Caballé | „Hijo De La Luna“                 | 8                         | 8                         | 8                         | 8                         | 35                        | 67          | Vítěz          | Roman          |

### Dvanáctý týden (finále)
- Porotci a Ondřej Sokol vystoupili jako ABBA s písní „Dancing Queen“.

| Poř. | Soutěžící           | Osobnost             | Píseň                             | Finální pořadí |
| ---- | ------------------- | -------------------- | --------------------------------- | -------------- |
| 1    | Marta Jandová       | Jessica Rabbit       | „Why Don't You Do Right“          | 3.             |
| 2    | David Gránský       | Marilyn Manson       | „Personal Jesus“                  | 2.             |
| 3    | Markéta Procházková | Catherine Zeta-Jones | „Nowadays“                        | 6.             |
| 3    | Ivana Jirešová      | Renée Zellweger      | „Nowadays“                        | 7.             |
| 4    | Anna Slováčková     | Katarína Knechtová   | „Mộj Bože“                        | 4.             |
| 5    | Jan Cina            | Scatman John         | „Scatman (Ski Ba Bop Ba Dop Bop)“ | Vítěz          |
| 6    | Roman Vojtek        | Emmy Rossum          | „The Phantom of the Opera“        | 5.             |
| 6    | Miroslav Etzler     | Gerard Butler        | „The Phantom of the Opera“        | 8.             |

## Sledovanost
| Pořadí | Epizoda                 | Datum premiéry     | Sledovanost Česko | Sledovanost Česko | Sledovanost Česko | Sledovanost Česko | Sledovanost Česko |
| Pořadí | Epizoda                 | Datum premiéry     | 15+               | Share             | Share             | Share             | Ref.              |
| Pořadí | Epizoda                 | Datum premiéry     | 15+               | 15+               | 15–54             | 15–69             | Ref.              |
| ------ | ----------------------- | ------------------ | ----------------- | ----------------- | ----------------- | ----------------- | ----------------- |
| 1      | První týden             | 4. září 2016       | 1 416 000         | 37 %              | 44 %              | 40 %              | [ 3 ]             |
| 2      | Druhý týden             | 11. září 2016      | 1 449 000         | 40 %              | 47 %              | 43 %              | [ 4 ]             |
| 3      | Třetí týden             | 18. září 2016      | 1 474 000         | 38 %              | 47 %              | 41 %              | [ 5 ]             |
| 4      | Čtvrtý týden            | 25. září 2016      | 1 477 000         | 40 %              | 49 %              | 44 %              | [ 6 ]             |
| 5      | Pátý týden              | 2. října 2016      | 1 701 000         | 41 %              | 51 %              | 45 %              | [ 7 ]             |
| 6      | Šestý týden             | 9. října 2016      | 1 732 000         | 43 %              | 51 %              | 46 %              | [ 8 ]             |
| 7      | Sedmý týden             | 16. října 2016     | 1 601 000         | 39 %              | 49 %              | 43 %              | [ 9 ]             |
| 8      | Osmý týden              | 23. října 2016     | 1 476 000         | 37 %              | 45 %              | 40 %              | [ 10 ]            |
| 9      | Devátý týden            | 30. října 2016     | 1 490 000         | 37 %              | 45 %              | 40 %              | [ 11 ]            |
| 10     | Desátý týden            | 6. listopadu 2016  | 1 637 000         | 40 %              | 48 %              | 43 %              | [ 12 ]            |
| 11     | Jedenáctý týden         | 13. listopadu 2016 | 1 616 000         | 39 %              | 45 %              | 41 %              | [ 13 ]            |
| 12     | Dvanáctý týden (finále) | 20. listopadu 2016 | 1 757 000         | 43 %              | 51 %              | 45 %              | [ 14 ]            |
| Průměr | Průměr                  | Průměr             | 1 568 000         | 40 %              | 48 %              | 43 %              | [ 15 ]            |
| 11     | Silvestrovský sestřih   | 31. prosince 2016  | 830 000           | 21 %              | 32 %              | 24 %              | [ 16 ]            |

### Silvestrovský sestřih
Dne 31. prosince 2016 byl pro diváky připraven silvestrovský sestřih pořadu s podtitulem To nejlepší. Obsahoval nejlepší vystoupení ze dvou předchozích řad soutěže a moderátor Ondřej Sokol provázel diváky celým zákulisím a ukázal, co se dělo na jevišti i mimo něj. Vystoupil Adam Mišík jako Karel Gott, Hana Holišová jako MC Hammer, Anna Fialová jako Christina Aguilera, Ivana Chýlková jako PSY, Marta Jandová jako Alice Cooper, David Gránský jako Ed Sheeran, Anna Slováčková jako Lady Gaga nebo Yemi A.D. jako Will Smith a další. Vystoupil také Petr Rychlý jako Jan Nedvěd a společně se skutečným zpěvákem Janem Nedvědem zazpívali píseň „Kohout“. Sestřih probíhal v sobotu od 20.35 do 0.00.